# Tu (mniejszość narodowa)
Tu – oficjalnie uznana mniejszość narodowa w Chińskiej Republice Ludowej, z grupy ludów mongolskich. Zamieszkuje głównie prowincję Qinghai; inne nazwy: Huzhu, Guanting, Mongołowie, Biali Mongołowie, Monggor, Monguor. Według spisu z 1990 r. liczyła ponad 191 tys. członków.
Większość Tu mieszka nad rzekami Żółtą i Datong, w Autonomicznym Powiecie Huzhu Tu Datong, w prowincji Qinghai, nad granicą z Gansu. Pochodzą najprawdopodobniej od osiedlonych na tym terenie żołnierzy armii mongolskich Czyngis-chana, którzy zmieszali się z wcześniej tam zamieszkującymi Tybetańczykami i Ujgurami, a także ludami tureckimi, Tuyuhun i Qiang. Sami siebie określają mianem Mongołów lub Białych Mongołów. Obecnie na tereny Tu migrują znaczne grupy Hanów i Huiów.
Tu mówią własnym językiem z grupy mongolskiej, najbliżej zbliżonym do bao’an, dongxiang i mongolskiego. Wyróżnia się dwa główne dialekty: huzhu (na północy, ok. 60 tys. użytkowników) i minhe (w płd. części terytorium, ok. 30 tys.). Dialekty są słabo wzajemnie zrozumiałe.
Do czasów mingowskich większość Tu zajmowała się pasterstwem owiec i kóz; później przekształcili się w rolników; w czasach najnowszych podejmują także pracę poza rolnictwem, zwłaszcza w przemyśle lokalnym.
Tradycyjnie duże wpływy miała wśród Tu kultura tybetańska, a główną religią był buddyzm tybetański. Na terenie Tu znajdowały się cztery duże klasztory, tradycji Gelug, funkcjonujące jako centra religijne i ekonomiczne. Tu przejęli od Tybetańczyków znaczną część zwyczajów, obrzędów i legend. Buddyzm nie wyparł jednak szamanizmu, zarówno w postaci „białej” (leczenie), jak i „czarnej” (zemsty); szamani dziedziczyli praktykę w linii męskiej – w odróżnieniu od mnichów podstawą ich bytu była praca na roli. Istnieli też kurtain, czyli mężczyźni, którzy stanowili medium dla duchów taoistycznych. Niewielkie sukcesy osiągnęli działający wśród Tu w latach 1920. i 30. misjonarze katoliccy.